# Sophie Sumburane

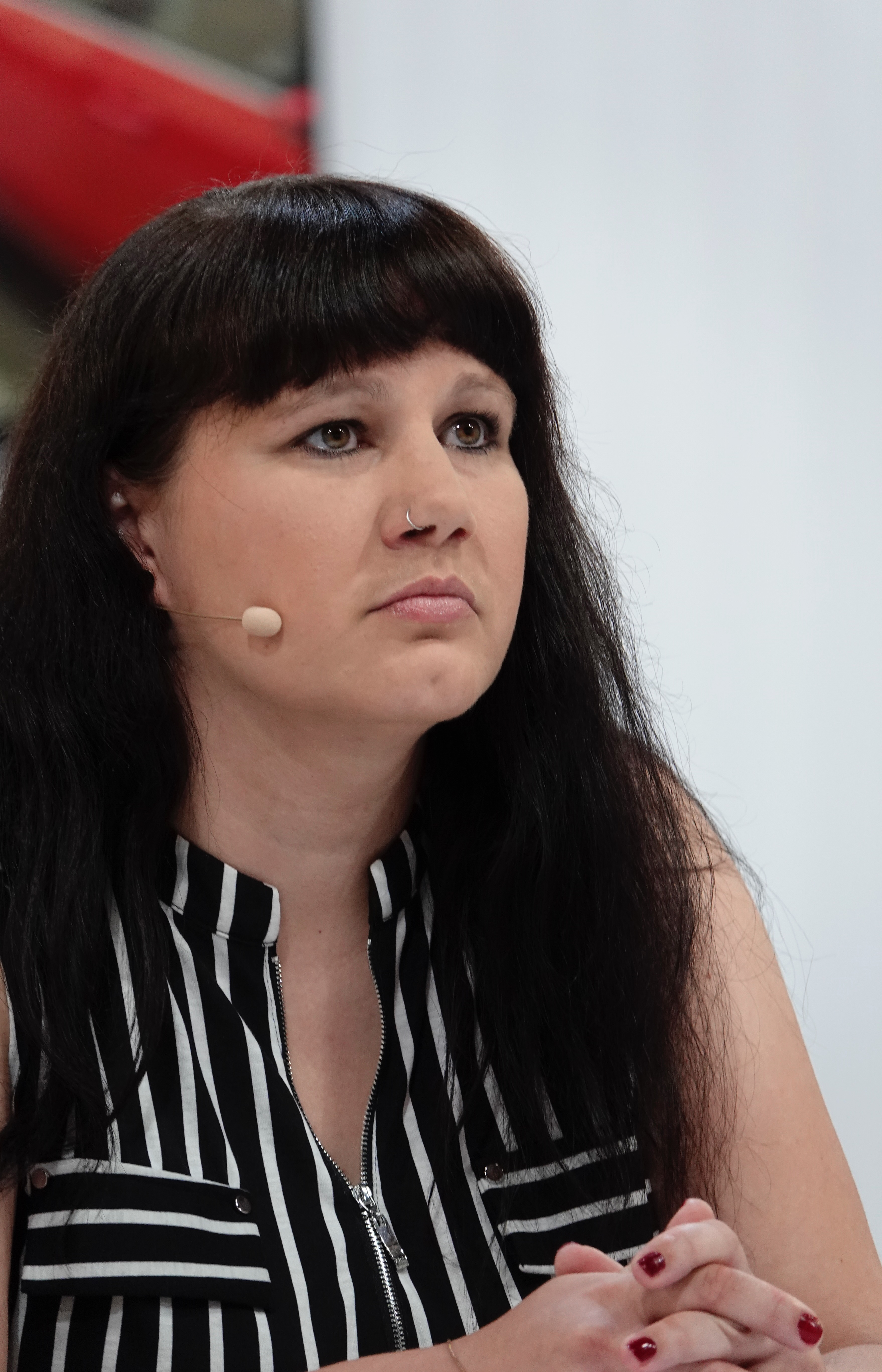
Sophie Sumburane beim Ingeborg-Bachmann-Preis 2025

Sophie Sumburane, Pseudonym Lene Hoffmann, (* 1987 als Sophie Hoffmann in Potsdam) ist eine deutsche Schriftstellerin, Redakteurin und Herausgeberin.

## Leben

### Jugend und Bildung
Sophie Hoffmann war aktive Ruderin und legte das Abitur an der Sportschule Potsdam „Friedrich Ludwig Jahn“ ab. Im Jahr 2004 begann sie erstmals für die Brandenburger Lokalzeitung Märkische Allgemeine als Jugendredakteurin Artikel zu publizieren. Außerdem gründete sie die Schulzeitung Pausen Jahn. Im Jahr 2006 reiste sie im Rahmen eines Schüleraustauschs nach Mosambik.
Von 2007 bis 2013 studierte sie Germanistik und Afrikanistik an der Universität Leipzig und arbeitete als studentische Hilfskraft am Max-Planck-Institut für evolutionäre Anthropologie, zunächst im Department für vergleichende und Entwicklungspsychologie, anschließend im Department für Linguistik. Im Rahmen ihres Studiums absolvierte sie außerdem ein Jahr bei Jan Kuhlbrodt und Kerstin Preiwuß am Deutschen Literaturinstitut Leipzig (DLL). Das Studium schloss sie mit der Masterarbeit über forensische Linguistik ab und promoviert an der Alpen-Adria-Universität Klagenfurt zu sprachlichen Verstellungsstrategien bei inkriminierten Tatschreiben.

### Autorenschaften
Im Oktober 2012 debütierte sie im Leipziger fhl Verlag mit dem ersten Kriminalroman Gestörte Verhältnisse. Darauf folgten Veröffentlichungen von Kurzkrimis in unterschiedlichen Anthologien und im März 2014 ihr zweiter Kriminalroman Gefährlicher Frühling im Bielefelder Pendragon Verlag. Im Oktober 2014 erschien das Buch Stadtgespräche aus Leipzig im Gmeiner-Verlag in Meßkirch, welches Sumburane zusammen mit dem Leipziger Schriftsteller Volly Tanner unter dem Pseudonym „Lene Hoffmann“ veröffentlichte. Ihre politisch ausgerichteten Kriminalromane spielen in Afrika und Leipzig.
Auf ihrem Online-Feuilleton „LitAfrika“ schreibt sie Rezensionen zu Literaturen über das Subsahara-Afrika, erstellt Veranstaltungsberichte und führt ein Lexikon über Autoren, die aus Ländern des Subsahara-Afrika oder über diese schreiben und ins Deutsche übersetzt wurden.
Neben ihrer schriftstellerischen Tätigkeit schreibt Sumburane auch Reportagen, Rezensionen und Berichte u. a. für das Online-Feuilleton CULTurMag und hat ein Autorenprofil im Leipziger poetenladen. Im Jahr 2019 wurde sie ins P.E.N. Zentrum Deutschland gewählt. Bei der Gründung des PEN Berlin am 10. Juni 2022 wurde Sumburane in das Board des neu gegründeten Verbands gewählt.
Sophie Sumburane war zur Lesung beim Ingeborg-Bachmann-Preis 2025 eingeladen.

### Politisches Wirken
Am 30. August 2018 hatte Sumburane ein kurzes Einzelinterview in der Polit-Talk-Sendung Maybrit Illner zum Thema „Hetzjagd in Chemnitz“. Im Gegensatz zum bisherigen Umgang mit Parteimitgliedschaften von Gästen wurde ihre seit 2016 bestehende Zugehörigkeit zur Partei DIE LINKE dem Zuschauer während der Sendung nicht mitgeteilt, sondern nur in ihrer Kurzbiographie in der ZDF-Mediathek erwähnt. Sumburane verdeutlichte in dem Redebeitrag die Gefährlichkeit von rechtem Gedankengut und wählte deutliche Worte gegen die AfD und ihre Normalisierung.
Sophie Sumburane zählt mit Zoë Beck, Klaus Farin, Nina George, Michael Wildenhain, Leonhard Florian Seidl u. a. zu den Erstunterzeichnern der „Antwort 2018“, die als Reaktion auf die von u. a. Uwe Tellkamp und Vera Lengsfeld initiierte Erklärung 2018 am 29. März 2018 veröffentlicht wurde. In Unsere Antwort für Demokratie und Menschenrechte, kurz Antwort 2018, heißt es: „Wir solidarisieren uns mit allen Menschen, die vor Krieg, Verfolgung und Armut in unserem Land Zuflucht suchen“.
Sumburane arbeitete von 2019 bis 2022 als Referentin der Linksfraktion im Brandenburger Landtag und saß von 2020 bis 2022 im Brandenburger Landesvorstand der Partei. Anfang 2023 trat sie aus der Partei DIE LINKE wieder aus.

## Privates
Sumburane lebt mit ihrer Familie in Potsdam.

## Publikationen

### Kriminalromane
- Gestörte Verhältnisse. Janine Anders ermittelt. fhl Verlag, Leipzig 2012, ISBN 978-3-942829-36-6.
- Gefährlicher Frühling. Pendragon, Bielefeld 2014, ISBN 978-3-86532-386-6.
- Tote Winkel. Edition Nautilus, Hamburg 2022, ISBN 978-3-96054-299-5

### Hörspiel
- Worüber man nicht Spricht. Hörspiel in sechs Teilen. Mit: Jenny König, Sascha Nathan, Karin Hanczewski, Anne Ratte-Polle u. v. a. Musik: Andreas Bernhard; Regie: Kirstin Petri (Produktion: SWR 2024 – Premiere)

### Als Lene Hoffmann / Sachbuch
- mit Volly Tanner: Stadtgespräche aus Leipzig. Gmeiner-Verlag, Meßkirch 2014, ISBN 978-3-8392-1634-7.

### Kurzgeschichten
- Ein ehrenwertes Haus. und Vom roten Sand ins Licht. In: Hartwig Hochstein (Hrsg.): Stammtischmorde I – 9 Leipziger packen aus. fhl Verlag, Leipzig 2012, ISBN 978-3-942829-42-7.
- Tod im Labor. In: Hartwig Hochstein (Hrsg.): Stammtischmorde II – 12 Leipziger packen aus. fhl Verlag, Leipzig 2013, ISBN 978-3-942829-34-2.
- Franz. In: Claudia Puhlfürst, Annet Hartmann (Hrsg.): Mords-Ferien. Der Sachse lässt das Reisen nicht. Buchvolk-Verlag, Zwickau 2013, ISBN 978-3-9815604-8-0.
- Kalte Hand. In: Andreas M. Sturm (Hrsg.): Giftmorde – 15 tödliche Anleitungen. fhl Verlag, Leipzig 2013, ISBN 978-3-942829-08-3.
- Hochzeit. In: Sophie Sumburane (Hrsg.): Wenn der Tod lachen könnte. fhl Verlag, Leipzig 2013, ISBN 978-3-942829-53-3.

### Als Herausgeberin
- Wenn der Tod lachen könnte. Anthologie. fhl Verlag, Leipzig 2013, ISBN 978-3-942829-53-3.
- Roter Staub. Mosambik am Ende der Kolonialzeit: Erinnerungen. Roman von Isabela Figueiredo mit einem Nachwort von Sophie Sumburane, Weidle Verlag, Bonn 2019, ISBN 978-3-938803-94-3

### Als Mitautorin
- Unsere Antwort. Die AfD und wir. Schriftsteller*innen und der Rechtspopulismus. Klaus Farin (Hrsg.),  Hirnkost, Berlin 2018, ISBN 978-3-947380-13-8.
- Verbündet euch!: Für eine bunte, solidarische und freie Gesellschaft (Nautilus Flugschrift). Denkfabrik (Hrsg.), Nautilus, Hamburg 2021, ISBN 978-3-96054-255-1

### Als Übersetzerin
- Carl Nixon: Fish ’n’ Chip Shop Song. Storys. Aus dem Englischen von Kim Lüftner, Martina Schmid und Sophie Sumburane. Culturbooks Verlag, September 2019. ISBN 978-3-95988-107-4

## Auszeichnungen
- 2018: Teilnehmerin beim deutsch-georgischen PEN-Marathon
- 2022: Oktober Krimibestenliste Deutschlandfunk Kultur für Tote Winkel[8]
- 2023: Stipendium des Brandenburger Ministeriums für Wissenschaft, Forschung und Kultur[9]
- 2024: gemeinsam mit der Rapperin Sookee: Walter-Mossmann-Preis[10]
- 2025: Nominierung für den Ingeborg-Bachmann-Preis bei den Tagen der deutschsprachigen Literatur in Klagenfurt. Sie las auf Einladung von Mithu Sanyal.